# Col Saint-Pierre
Le col Saint-Pierre est un col du Massif central d'une altitude de 597 m se situant dans le massif des Cévennes. 

## Géographie

### Situation
Au sein de la forêt des Gardons, le col Saint-Pierre constitue la limite entre les départements de la Lozère (commune de Saint-Étienne-Vallée-Française) et du Gard (commune de Saint-Jean du Gard). Il relie la vallée du Gardon de Mialet à la vallée du Gardon de Saint-Jean. Le col se situe sous le signal Saint-Pierre, proéminence rocheuse culminant à 695 m qui se trouve dotée d'une table d'orientation permettant de lire le panorama circulaire sur les Cévennes qui s'offre à la vue des randonneurs depuis ce lieu.

### Accès
Le col est accessible par la route dite « de la Corniche des Cévennes ». Via le Pompidou et une succession de cols ; cette route de crêtes relie la ville Florac (distante de 41 km du col) à Saint-Jean-du-Gard (commune se situant quant à elle à 9 km du col).
Le col est par ailleurs conjointement franchi par le sentier de grande randonnée GR 70 dit « chemin de Stevenson » et le chemin Urbain V (GR 670).

### Géologie
La partie gardoise du col permet de distinguer des affleurements de schistes et quartzite provenant de la métamorphisation des sédiments provoquée par le chevauchement de plaques tectoniques mues par le plissement hercynien.

## Histoire

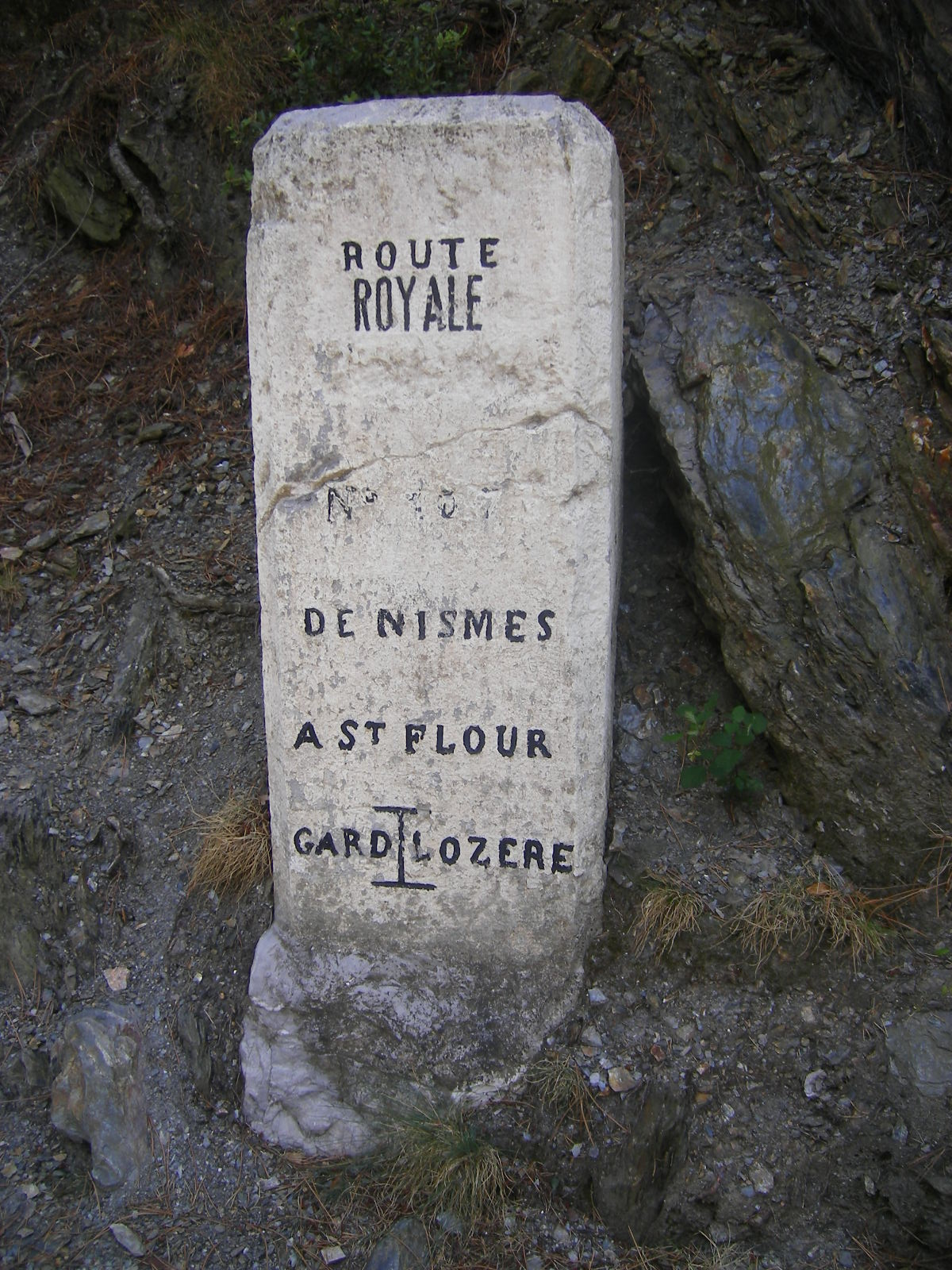
Borne royale au col Saint-Pierre.

Le col recèle une borne de grès révélant le caractère autrefois royal de la route reliant Saint-Flour à Nîmes.
Le col est annuellement depuis 1970 le lieu d'une course de côtes automobiles dont le départ se situe à Saint-Jean.

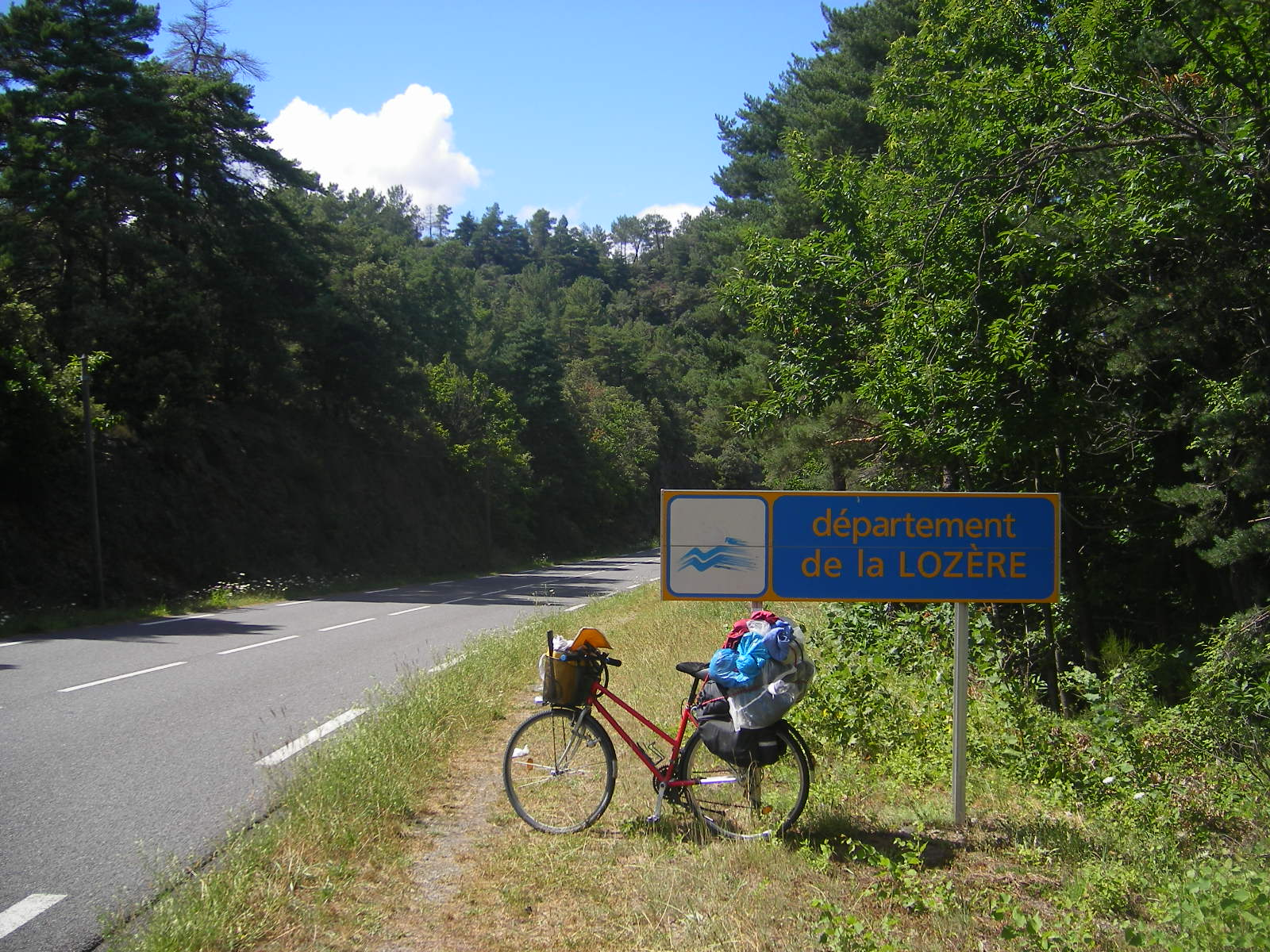
Col Saint-Pierre, versant Le Pompidou - Florac.
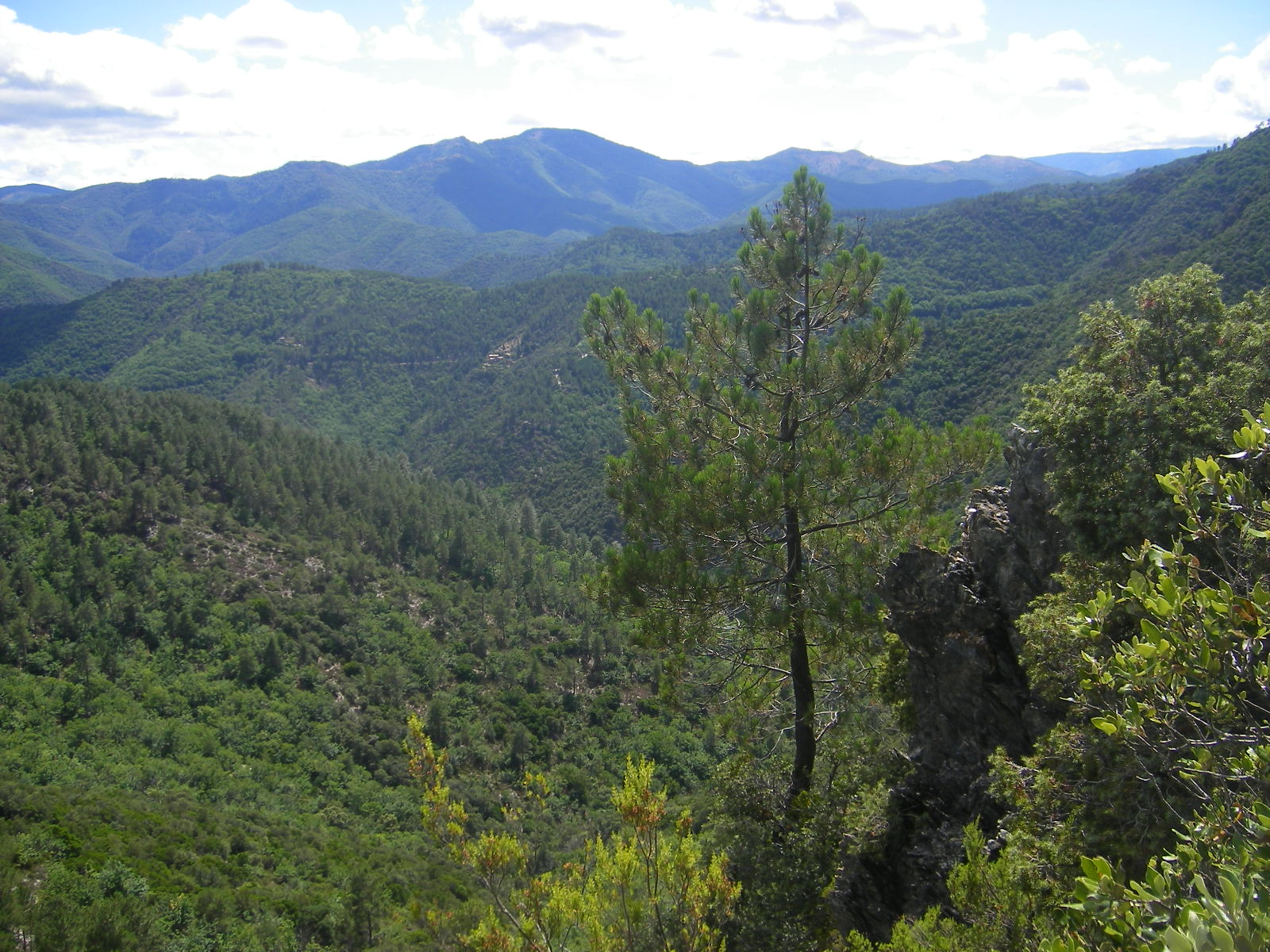
Vue depuis le col Saint-Pierre.
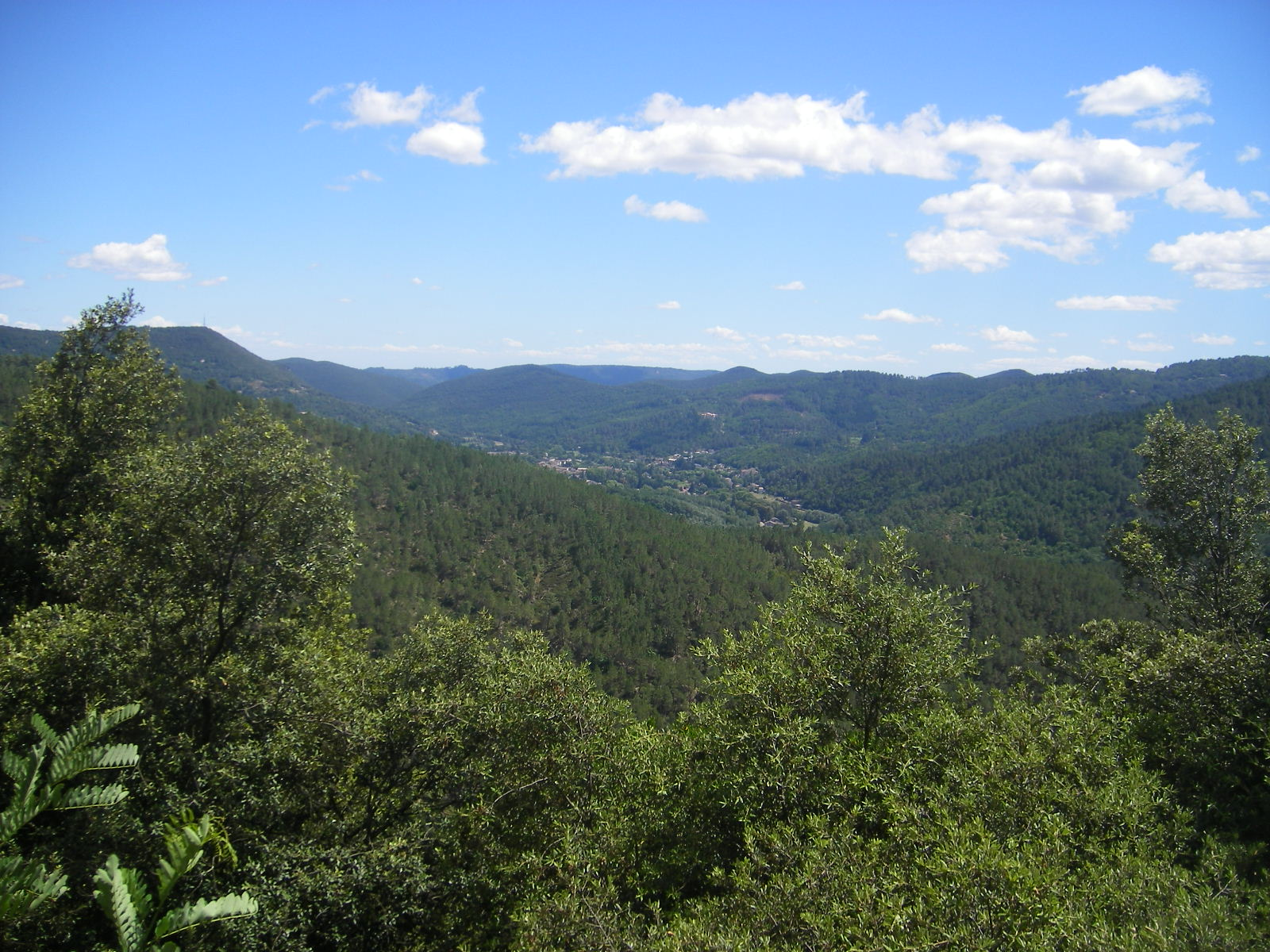
Vue entre le col Saint-Pierre et Saint-Jean-du-Gard.